# Дельмот (лунный кратер)
Кратер Дельмот (лат. Delmotte) — крупный молодой ударный кратер в северо-восточной части видимой стороны Луны. Название присвоено в честь французского астронома Габриеля Дельмотта (1876—1950) и утверждено Международным астрономическим союзом в 1935 г. Образование кратера относится к эратосфенскому периоду.

## Описание кратера

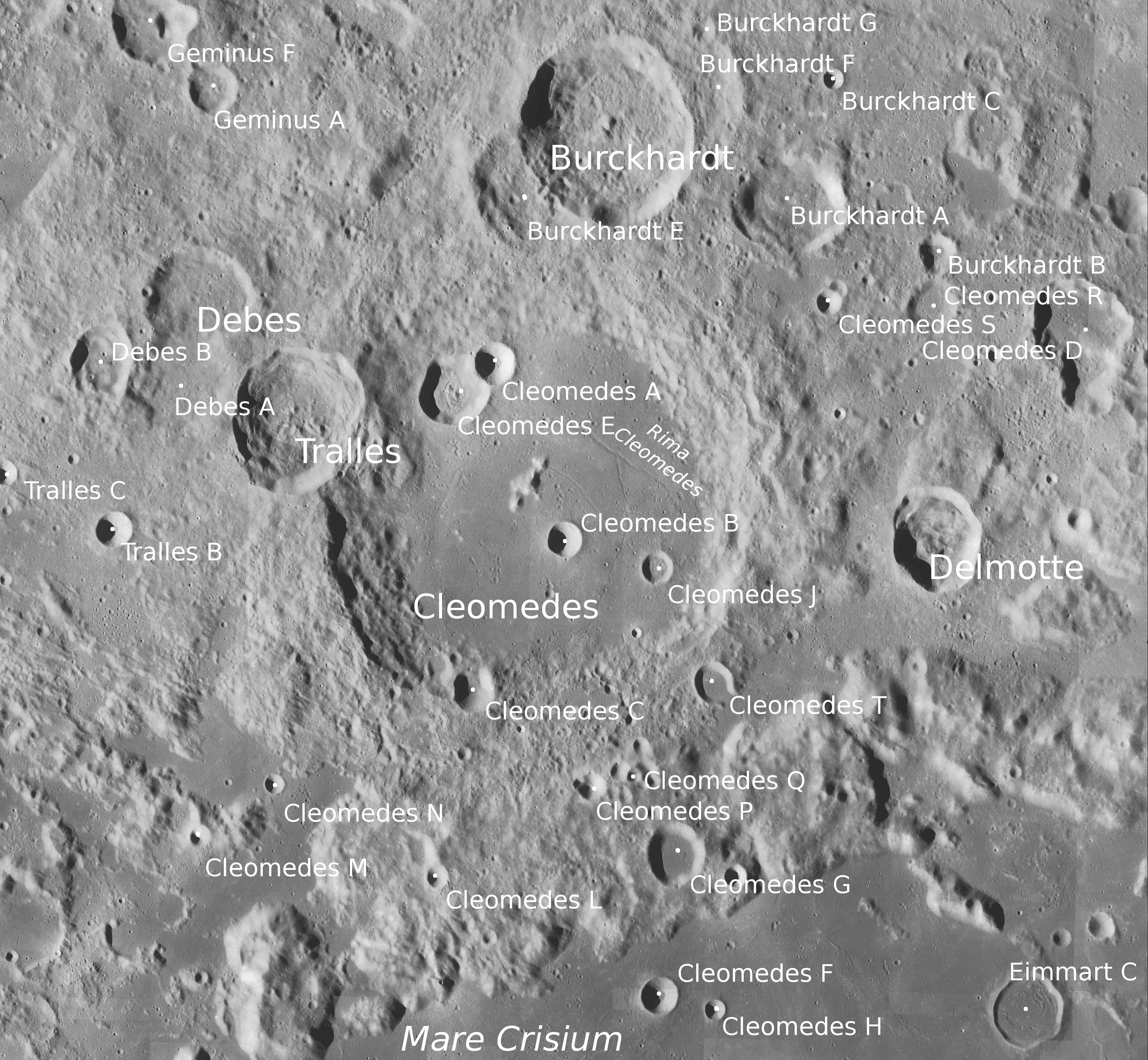
Окрестности кратера Дельмот. Снимок Lunar Reconnaissance Orbiter.

Ближайшими соседями кратера являются огромный кратер Клеомед на западе; большой кратер Буркхардт на северо-западе и крупный кратер Эймарт на юго-востоке. На юге от кратера расположено Море Кризисов, на юго-востоке — Море Змей. Селенографические координаты центра кратера 27°10′ с. ш. 60°12′ в. д. / 27,16° с. ш. 60,2° в. д., диаметр 32,2 км, глубина 4,36 км.
Кратер имеет полигональную форму, практически не разрушен. Вал кратера с острой кромкой и узким внутренним склоном. От северо-восточной части вала отходит глубокая расщелина. Высота вала над окружающей местностью достигает 940 м, объем кратера составляет приблизительно 710 км³. Дно чаши кратера сравнительно ровное, на дне чаши кратера имеются несколько областей с высоким альбедо, особенно заметные в северной части чаши. Имеется центральный пик с возвышением до 800 м.

## Сателлитные кратеры
Отсутствуют.